# Paris Saint-Germain in het seizoen 1997/98
Dit artikel beschrijft de prestaties van de Franse voetbalclub Paris Saint-Germain in het seizoen 1997–1998.

## Spelerskern
| Nr.           | Naam                | Nationaliteit | Geboortedatum | Vorige club           |
| ------------- | ------------------- | ------------- | ------------- | --------------------- |
| Keepers       |                     |               |               |                       |
| 1             | Christophe Revault  | Frankrijk     | 22-03-1972    | Le Havre              |
| 16            | Vincent Fernandez   | Frankrijk     | 31-01-1975    | /                     |
| Verdedigers   |                     |               |               |                       |
| 4             | Bruno N'Gotty       | Frankrijk     | 10-06-1971    | Olympique Lyon        |
| 5             | Alain Roche         | Frankrijk     | 14-10-1967    | AJ Auxerre            |
| 6             | Paul Le Guen        | Frankrijk     | 01-03-1964    | FC Nantes             |
| 14            | Francis Llacer      | Frankrijk     | 09-09-1971    | /                     |
| 17            | Jimmy Algerino      | Frankrijk     | 28-10-1971    | LB Châteauroux        |
| 25            | Grégory Paisley     | Frankrijk     | 07-05-1977    | /                     |
| 28            | Fabrice Kelban      | Frankrijk     | 10-09-1978    | /                     |
| 29            | Didier Domi         | Frankrijk     | 02-05-1978    | /                     |
| Middenvelders |                     |               |               |                       |
| 2             | Bernard Allou       | Frankrijk     | 19-06-1975    | /                     |
| 8             | Vincent Guérin      | Frankrijk     | 22-11-1965    | Montpellier HSC       |
| 10            | Raí                 | Brazilië      | 15-05-1965    | São Paulo             |
| 12            | Edvin Murati        | Albanië       | 12-11-1975    | Stade Briochin        |
| 13            | Laurent Fournier    | Frankrijk     | 14-09-1964    | Girondins de Bordeaux |
| 15            | Éric Rabésandratana | Frankrijk     | 18-09-1972    | AS Nancy              |
| 19            | Jérôme Leroy        | Frankrijk     | 04-11-1974    | /                     |
| 20            | Franck Gava         | Frankrijk     | 03-02-1970    | Olympique Lyon        |
| 21            | Edmilson            | Brazilië      | 17-09-1971    | FC Porto              |
| 23            | Pierre Ducrocq      | Frankrijk     | 18-12-1976    | /                     |
| 24            | Édouard Cissé       | Frankrijk     | 30-03-1978    | /                     |
| Aanvallers    |                     |               |               |                       |
| 7             | James Debbah        | Liberia       | 14-12-1967    | RSC Anderlecht        |
| 9             | Marco Simone        | Italië        | 07-01-1969    | AC Milan              |
| 11            | Patrice Loko        | Frankrijk     | 06-02-1970    | FC Nantes             |
| 18            | Florian Maurice     | Frankrijk     | 20-01-1974    | Olympique Lyon        |
| 22            | Marko Pantelić      | Joegoslavië   | 15-09-1978    | Iraklis FC            |
| 27            | Didier Martel       | Frankrijk     | 26-10-1971    | LB Châteauroux        |

- = Aanvoerder
- B-kern: Denílson, Habib Beye, Christophe Odé, Bruno Miriel

### Technische staf
|                      |                      |               |
| Functie              | Naam                 | Nationaliteit |
| Manager              | Ricardo Gomes (foto) | Brazilië      |
| Trainer              | Joël Bats            | Frankrijk     |
| Assistent-trainer    | Nambatingue Toko     | Tsjaad        |
| Fysiektrainer        | Jean-Claude Perrin   | Frankrijk     |
| Sportief coördinator | Guy Adam             | Frankrijk     |
| Kiné                 | Joël Le Hir          | Frankrijk     |
| Teamdokter           | Francis Lepage       | Frankrijk     |

## Resultaten
Een overzicht van de competities waaraan Paris Saint-Germain in het seizoen 1997–1998 deelnam. 
| Division 1 | Coupe de France | Coupe de la Ligue | Champions League |
| ---------- | --------------- | ----------------- | ---------------- |
|            |                 |                   |                  |
| 8e         | Winnaar         | Winnaar           | Groepsfase       |

## Uitrustingen
Shirtsponsor(s): Opel

Sportmerk: Nike
| Thuis | Uit | Doelman | Doelman | Doelman |

## Transfers

### Zomer
| Naam                | Nationaliteit | Van/naar        | Type       |
| ------------------- | ------------- | --------------- | ---------- |
| Inkomend            |               |                 |            |
| Denílson            | Brazilië      | Feyenoord       | Gekocht    |
| Edmílson            | Brazilië      | FC Porto        | Gekocht    |
| Franck Gava         | Frankrijk     | Olympique Lyon  | Gekocht    |
| Francis Llacer      | Frankrijk     | RC Strasbourg   | Einde huur |
| Franck Mantaux      | Frankrijk     | Stade Briochin  | Gekocht    |
| Florian Maurice     | Frankrijk     | Olympique Lyon  | Gekocht    |
| Marko Pantelić      | Joegoslavië   | Iraklis FC      | Gekocht    |
| Eric Rabésandratana | Frankrijk     | AS Nancy        | Gekocht    |
| Christophe Revault  | Frankrijk     | Le Havre        | Gekocht    |
| Marco Simone        | Italië        | AC Milan        | Gekocht    |
| Antonio Tavares     | Frankrijk     | Paris FC        | Gekocht    |
| Edvin Murati        | Albanië       | Stade Briochin  | Einde huur |
| Christophe Odé      | Frankrijk     | Stade Lavallois | Einde huur |
| Uitgaand            |               |                 |            |
| Leonardo            | Brazilië      | AC Milan        | Verkocht   |
| Benoît Cauet        | Frankrijk     | Internazionale  | Verkocht   |
| Julio Dely Valdés   | Panama        | Real Oviedo     | Verkocht   |
| Daniel Kenedy       | Portugal      | FC Porto        | Verkocht   |
| Cyrille Pouget      | Frankrijk     | Le Havre        | Verkocht   |
| Grégory Paisley     | Frankrijk     | Servette FC     | Huur       |

### Winter
| Naam            | Nationaliteit | Van/naar             | Type       |
| --------------- | ------------- | -------------------- | ---------- |
| Inkomend        |               |                      |            |
| James Debbah    | Liberia       | RSC Anderlecht       | Gekocht    |
| Didier Martel   | Frankrijk     | LB Châteauroux       | Gekocht    |
| Grégory Paisley | Frankrijk     | Servette FC          | Einde huur |
| Uitgaand        |               |                      |            |
| Edmílson        | Brazilië      | Sporting Lissabon    | Verkocht   |
| Bernard Allou   | Frankrijk     | Nagoya Grampus       | Verkocht   |
| Antonio Tavares | Frankrijk     | US Créteil-Lusitanos | Verkocht   |
| Bernard Lama    | Frankrijk     | West Ham United      | Verkocht   |

## Division 1

### Overzicht resultaten
| Speeldag  | 1 | 2 | 3 | 4 | 5  | 6  | 7  | 8  | 9  | 10 | 11 | 12 | 13 | 14 | 15 | 16 | 17 | 18 | 19 | 20 | 21 | 22 | 23 | 24 | 25 | 26 | 27 | 28 | 29 | 30 | 31 | 32 | 33 | 34 |
| --------- | - | - | - | - | -- | -- | -- | -- | -- | -- | -- | -- | -- | -- | -- | -- | -- | -- | -- | -- | -- | -- | -- | -- | -- | -- | -- | -- | -- | -- | -- | -- | -- | -- |
| Resultaat | w | w | w | v | w  | w  | w  | g  | g  | g  | w  | w  | w  | v  | v  | g  | v  | w  | w  | g  | w  | w  | v  | v  | v  | v  | g  | g  | v  | w  | g  | v  | v  | v  |
| Punten    | 3 | 6 | 9 | 9 | 12 | 15 | 18 | 19 | 20 | 21 | 24 | 27 | 30 | 30 | 30 | 31 | 31 | 34 | 37 | 38 | 41 | 44 | 44 | 44 | 44 | 44 | 45 | 46 | 46 | 49 | 50 | 50 | 50 | 50 |
| Positie   | 4 | 2 | 1 | 2 | 2  | 2  | 2  | 2  | 2  | 2  | 2  | 1  | 1  | 1  | 1  | 2  | 4  | 3  | 3  | 3  | 2  | 2  | 2  | 4  | 5  | 5  | 5  | 5  | 5  | 5  | 5  | 6  | 8  | 8  |

### Klassement
| Pos. | Club                  | GW | W  | G  | V  | DV | DT | DS  | Ptn | Kwalificatie/Degradatie    |
| ---- | --------------------- | -- | -- | -- | -- | -- | -- | --- | --- | -------------------------- |
| 1.   | RC Lens (K)           | 34 | 21 | 5  | 8  | 55 | 30 | +25 | 68  | UEFA Champions League      |
| 2.   | FC Metz               | 34 | 20 | 8  | 6  | 48 | 28 | +20 | 68  | UEFA Champions League      |
| 3.   | AS Monaco             | 34 | 18 | 5  | 11 | 51 | 33 | +18 | 59  | UEFA Cup                   |
| 4.   | Olympique Marseille   | 34 | 16 | 9  | 9  | 47 | 27 | +20 | 57  | UEFA Cup                   |
| 5.   | Girondins de Bordeaux | 34 | 15 | 11 | 8  | 49 | 41 | +8  | 56  | UEFA Cup                   |
| 6.   | Olympique Lyon        | 34 | 16 | 5  | 13 | 39 | 37 | +2  | 53  | UEFA Cup                   |
| 7.   | AJ Auxerre            | 34 | 14 | 9  | 11 | 55 | 45 | +10 | 51  | UEFA Intertoto Cup         |
| 8.   | Paris Saint-Germain   | 34 | 14 | 8  | 12 | 43 | 35 | +8  | 50  | Beker der Bekerwinnaars    |
| 9.   | SC Bastia             | 34 | 13 | 11 | 10 | 36 | 31 | +5  | 50  |                            |
| 10.  | Le Havre              | 34 | 10 | 14 | 10 | 38 | 35 | +3  | 44  |                            |
| 11.  | FC Nantes             | 34 | 11 | 8  | 15 | 35 | 41 | –6  | 41  |                            |
| 12.  | Montpellier HSC       | 34 | 10 | 11 | 13 | 32 | 42 | –10 | 41  |                            |
| 13.  | RC Strasbourg         | 34 | 9  | 10 | 15 | 39 | 43 | –4  | 37  |                            |
| 14.  | Stade Rennais         | 34 | 9  | 9  | 16 | 36 | 48 | –12 | 36  |                            |
| 15.  | Toulouse FC           | 34 | 9  | 9  | 16 | 26 | 46 | –20 | 36  |                            |
| 16.  | EA Guingamp           | 34 | 9  | 8  | 17 | 30 | 42 | –12 | 35  | Degradatie naar Division 2 |
| 17.  | LB Châteauroux        | 34 | 8  | 7  | 19 | 31 | 59 | –28 | 31  | Degradatie naar Division 2 |
| 18.  | AS Cannes             | 34 | 7  | 7  | 20 | 32 | 59 | –27 | 28  | Degradatie naar Division 2 |

## Coupe de France
- 1/32 finale: Thouars Foot 79 (III) - Paris Saint-Germain (1–3)
- 1/16 finale: FC Lorient (II) - Paris Saint-Germain (0–1)
- 1/8 finale: Pau FC (IV) - Paris Saint-Germain (0–1, n.v.)
- Kwartfinale: Paris Saint-Germain - AS Monaco (1–0)
- Halve finale: Paris Saint-Germain - EA Guingamp (1–0)
- Finale: Paris Saint-Germain - RC Lens (2–1)

## Coupe de la Ligue
- 1/16 finale: Paris Saint-Germain - Olympique Lyon (1–0)
- 1/8 finale: Paris Saint-Germain - Montpellier HSC (2–0)
- Kwartfinale: Paris Saint-Germain - FC Metz (1–0)
- Halve finale: Paris Saint-Germain - RC Lens (2–1)
- Finale: Paris Saint-Germain - Girondins de Bordeaux (2–2, 4–2 n.s.)

## UEFA Champions League
| UEFA Champions League                             |                                                             |                         |                        | |                                          |
| Wedstrijddetails                                  | Thuisploeg                                                  | Uitslag                 | Uitploeg               | Opstelling | Kaarten                                  |
| Tweede voorronde                                  |                                                             |                         |                        | |                                          |
| 13 augustus 1997 19:30 Stadionul Steaua Boekarest | Steaua Boekarest                                            | 3-0                     | Paris Saint-Germain    | Revault Fournier, Roche, Le Guen, Algerino Raí, Guérin, N'Gotty, Gava Maurice, Simone (79' Loko)                                    | 21' N'Gotty 86' Roche                    |
| 13 augustus 1997 19:30 Stadionul Steaua Boekarest | 53' Rotariu (pen.) 70' Șerban 77' Lăcătuş                   | 0-1 1-1 1-2 2-2 3-2     | 18' Guérin 64' Maurice | Revault Fournier, Roche, Le Guen, Algerino Raí, Guérin, N'Gotty, Gava Maurice, Simone (79' Loko)                                    | 21' N'Gotty 86' Roche                    |
| 27 augustus 1997 20:45 Parc des Princes Parijs    | Paris Saint-Germain                                         | 5-0                     | Steaua Boekarest       | Revault Algerino, Roche, Le Guen, Domi Raí, N'Gotty, Leonardo, Gava Maurice (75' Leroy), Simone                                     | 36' Maurice 49' Le Guen 55' Raí 64' Domi |
| 27 augustus 1997 20:45 Parc des Princes Parijs    | 2' Raí (pen.) 21' Raí (pen.) 30' Simone 40' Maurice 55' Raí | 1-0 2-0 3-0 4-0 5-0     |                        | Revault Algerino, Roche, Le Guen, Domi Raí, N'Gotty, Leonardo, Gava Maurice (75' Leroy), Simone                                     | 36' Maurice 49' Le Guen 55' Raí 64' Domi |
| Groepsfase                                        |                                                             |                         |                        | |                                          |
| 17 september 1997 20:45 Parc des Princes Parijs   | Paris Saint-Germain                                         | 3-0                     | IFK Göteborg           | Revault Fournier (78' Guérin), Roche, Le Guen, Domi Leroy (70' Algerino), Raí (85' Cissé), N'Gotty, Gava Maurice, Simone            |                                          |
| 17 september 1997 20:45 Parc des Princes Parijs   | 28' N'Gotty 51' Lučić (own) 81' Raí (pen.)                  | 1-0 2-0 3-0             |                        | Revault Fournier (78' Guérin), Roche, Le Guen, Domi Leroy (70' Algerino), Raí (85' Cissé), N'Gotty, Gava Maurice, Simone            |                                          |
| 1 oktober 1997 20:45 Inönüstadion Istanboel       | Beşiktaş                                                    | 3-1                     | Paris Saint-Germain    | Revault Fournier, Roche, Le Guen (64' Guérin), Domi Edmílson (46' Algerino), Raí, N'Gotty, Gava (61' Leroy) Maurice, Simone         |                                          |
| 1 oktober 1997 20:45 Inönüstadion Istanboel       | 6' Derelioğlu 42' Derelioğlu 84' Sağlam                     | 1-0 2-0 2-1 3-1         | 65' Simone             | Revault Fournier, Roche, Le Guen (64' Guérin), Domi Edmílson (46' Algerino), Raí, N'Gotty, Gava (61' Leroy) Maurice, Simone         |                                          |
| 22 oktober 1997 20:45 Olympiastadion München      | Bayern München                                              | 5-1                     | Paris Saint-Germain    | Revault Fournier (60' Algerino), Roche, Le Guen, Domi (46' Llacer) Leroy, Raí, N'Gotty (53' Rabésandratana), Gava Maurice, Simone   | 5' Roche 56' Fournier 67' Gava           |
| 22 oktober 1997 20:45 Olympiastadion München      | 4' Élber 20' Jancker 47' Jancker 50' Helmer 73' Élber       | 1-0 2-0 3-0 3-1 4-1 5-1 | 48' Simone             | Revault Fournier (60' Algerino), Roche, Le Guen, Domi (46' Llacer) Leroy, Raí, N'Gotty (53' Rabésandratana), Gava Maurice, Simone   | 5' Roche 56' Fournier 67' Gava           |
| 5 november 1997 20:45 Parc des Princes Parijs     | Paris Saint-Germain                                         | 3-1                     | Bayern München         | Revault Algerino, Rabésandratana, Le Guen, Llacer (68' Leroy) Fournier, Guérin, Cissé, Gava Raí, Maurice (82' Ducrocq)              | 36' Rabésandratana                       |
| 5 november 1997 20:45 Parc des Princes Parijs     | 18' Gava 72' Tarnat (own) 75' Leroy                         | 1-0 1-1 2-1 3-1         | 29' Babbel             | Revault Algerino, Rabésandratana, Le Guen, Llacer (68' Leroy) Fournier, Guérin, Cissé, Gava Raí, Maurice (82' Ducrocq)              | 36' Rabésandratana                       |
| 26 november 1997 20:45 Ullevi Göteborg            | IFK Göteborg                                                | 0-1                     | Paris Saint-Germain    | Revault Fournier (75' Edmílson), Roche (61' Algerino), Le Guen, Rabésandratana, Domi Leroy, N'Gotty, Gava Raí, Maurice (89' Llacer) | 75' Algerino                             |
| 26 november 1997 20:45 Ullevi Göteborg            |                                                             | 0-1                     | 87' Rabésandratana     | Revault Fournier (75' Edmílson), Roche (61' Algerino), Le Guen, Rabésandratana, Domi Leroy, N'Gotty, Gava Raí, Maurice (89' Llacer) | 75' Algerino                             |
| 10 december 1997 20:45 Parc des Princes Parijs    | Paris Saint-Germain                                         | 2-1                     | Beşiktaş               | Revault Kelban, Ducrocq, Le Guen, Llacer Edmílson (70' Cissé), Leroy, Raí, Gava Maurice, Simone                                     |                                          |
| 10 december 1997 20:45 Parc des Princes Parijs    | 24' Gava 59' Simone                                         | 1-0 1-1 2-1             | 38' Özdilek            | Revault Kelban, Ducrocq, Le Guen, Llacer Edmílson (70' Cissé), Leroy, Raí, Gava Maurice, Simone                                     |                                          |

### Klassement groepsfase
| #  | Club                | GS | W | G | V | DV | DT | DS | PTN |
| -- | ------------------- | -- | - | - | - | -- | -- | -- | --- |
| 1. | Bayern München      | 6  | 4 | 0 | 2 | 13 | 6  | +7 | 12  |
| 2. | Paris Saint-Germain | 6  | 4 | 0 | 2 | 11 | 10 | +1 | 12  |
| 3. | Beşiktaş            | 6  | 2 | 0 | 4 | 6  | 9  | –3 | 6   |
| 4. | IFK Göteborg        | 6  | 2 | 0 | 4 | 4  | 9  | –5 | 6   |

## Afbeeldingen

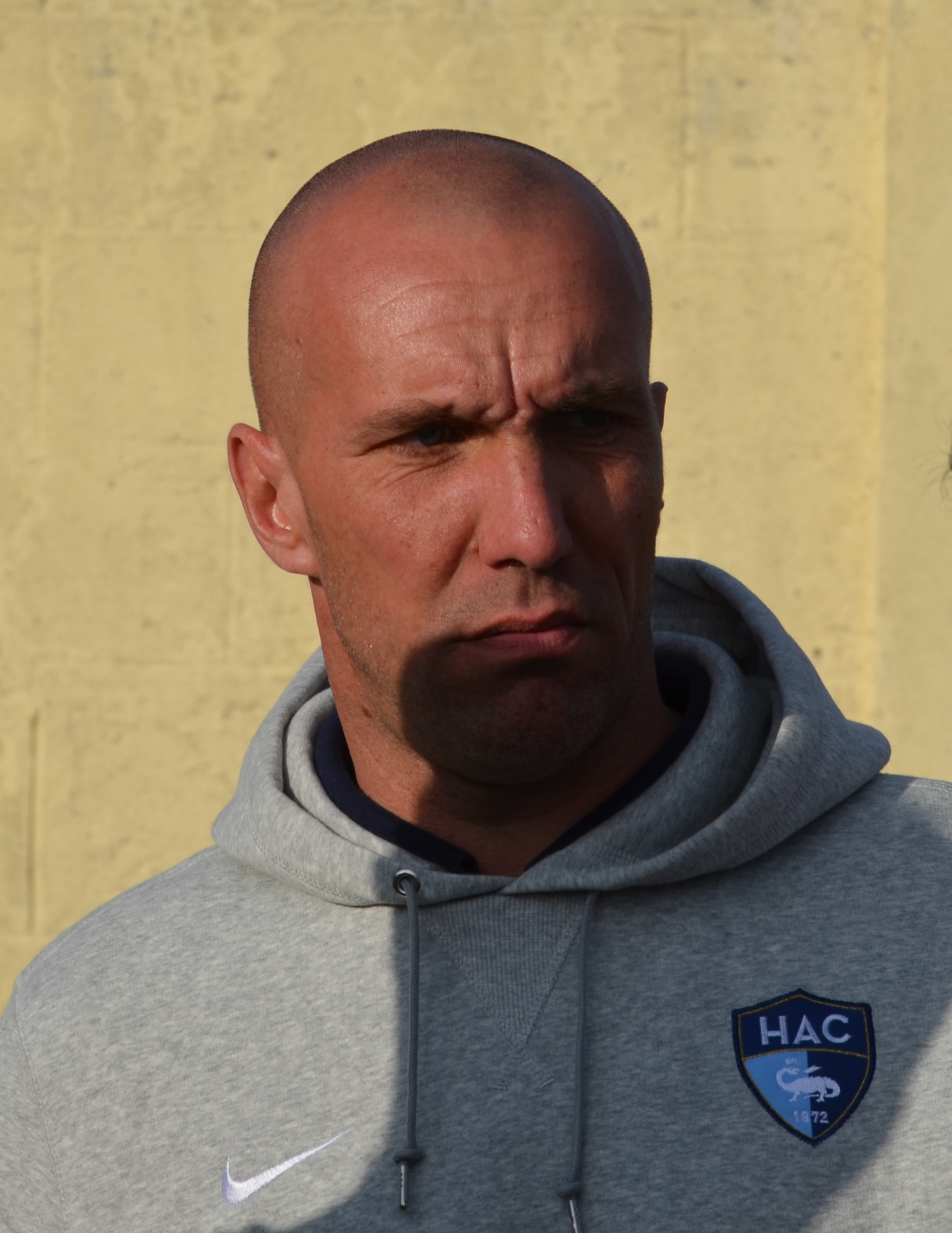
Christophe Revault (doelman)
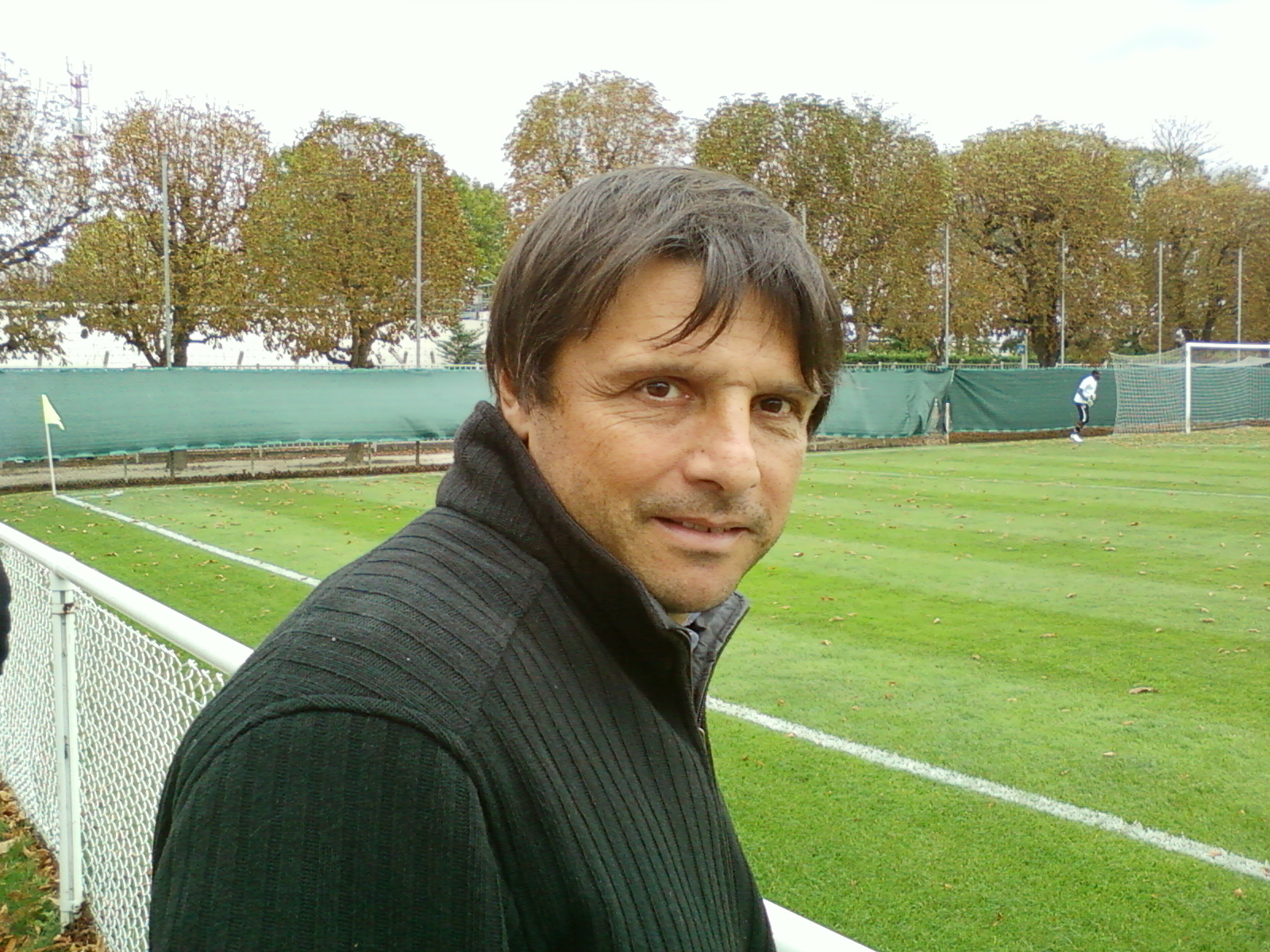
Laurent Fournier (middenvelder)
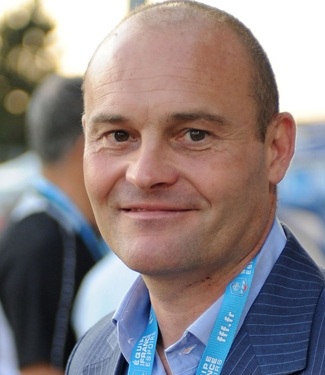
Vincent Guérin (middenvelder)
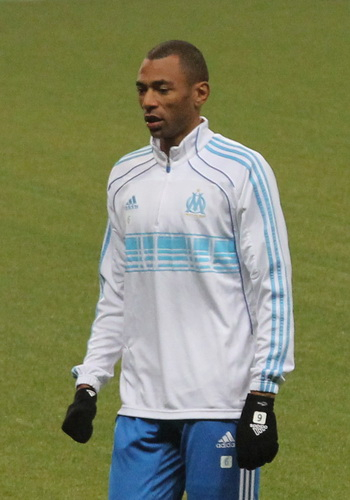
Édouard Cissé (middenvelder)
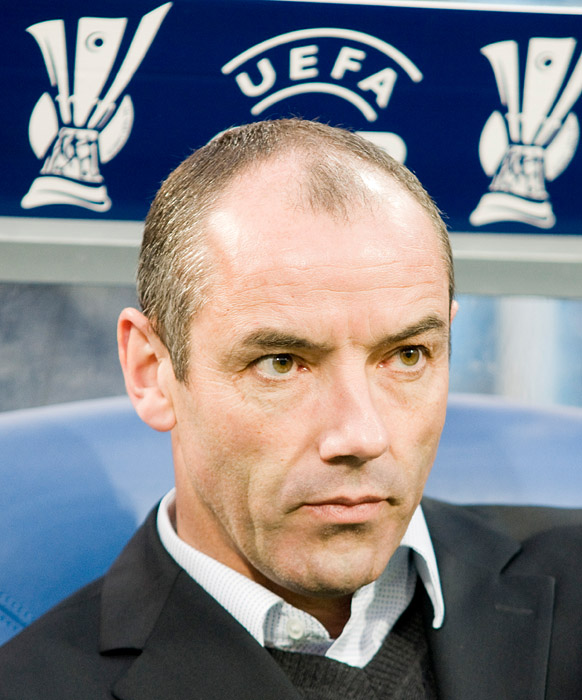
Paul Le Guen (middenvelder)
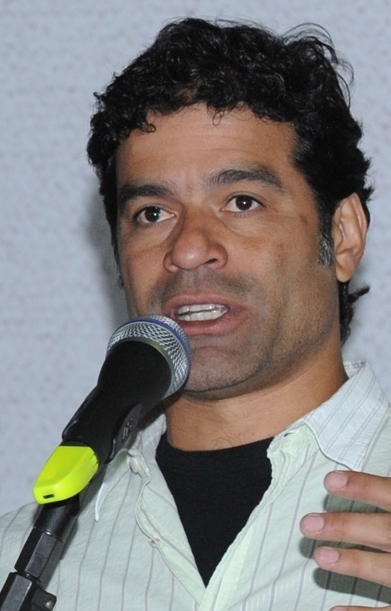
Raí (middenvelder)
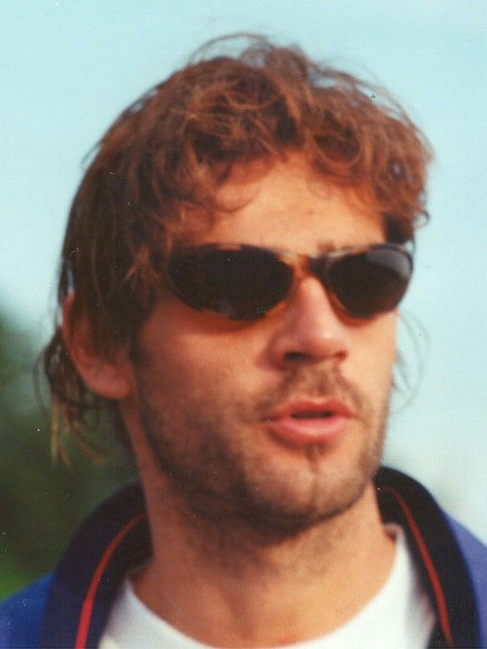
Marco Simone (aanvaller)
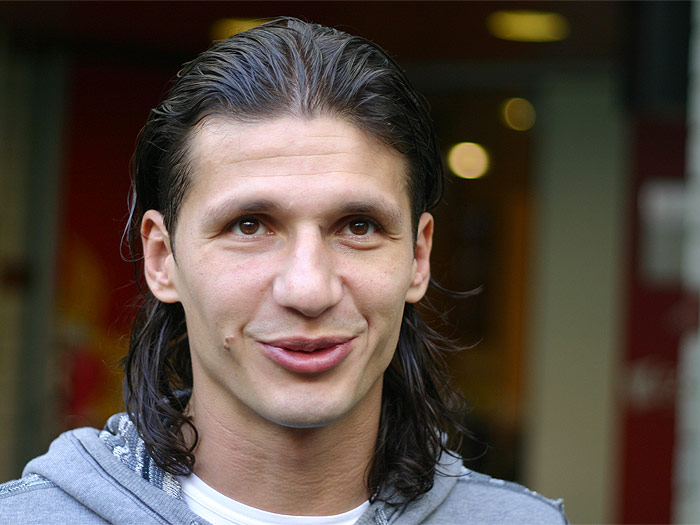
Marko Pantelić (aanvaller)